# Культура Литвы
Культура Литвы — культура народов, населяющих Литву. 

## Языки
Наиболее распространён (и является государственным языком) в Литве  литовский язык, один из балтийских языков; родной для 84,1 % населения Литвы (около 2,45 млн человек).

## Искусство

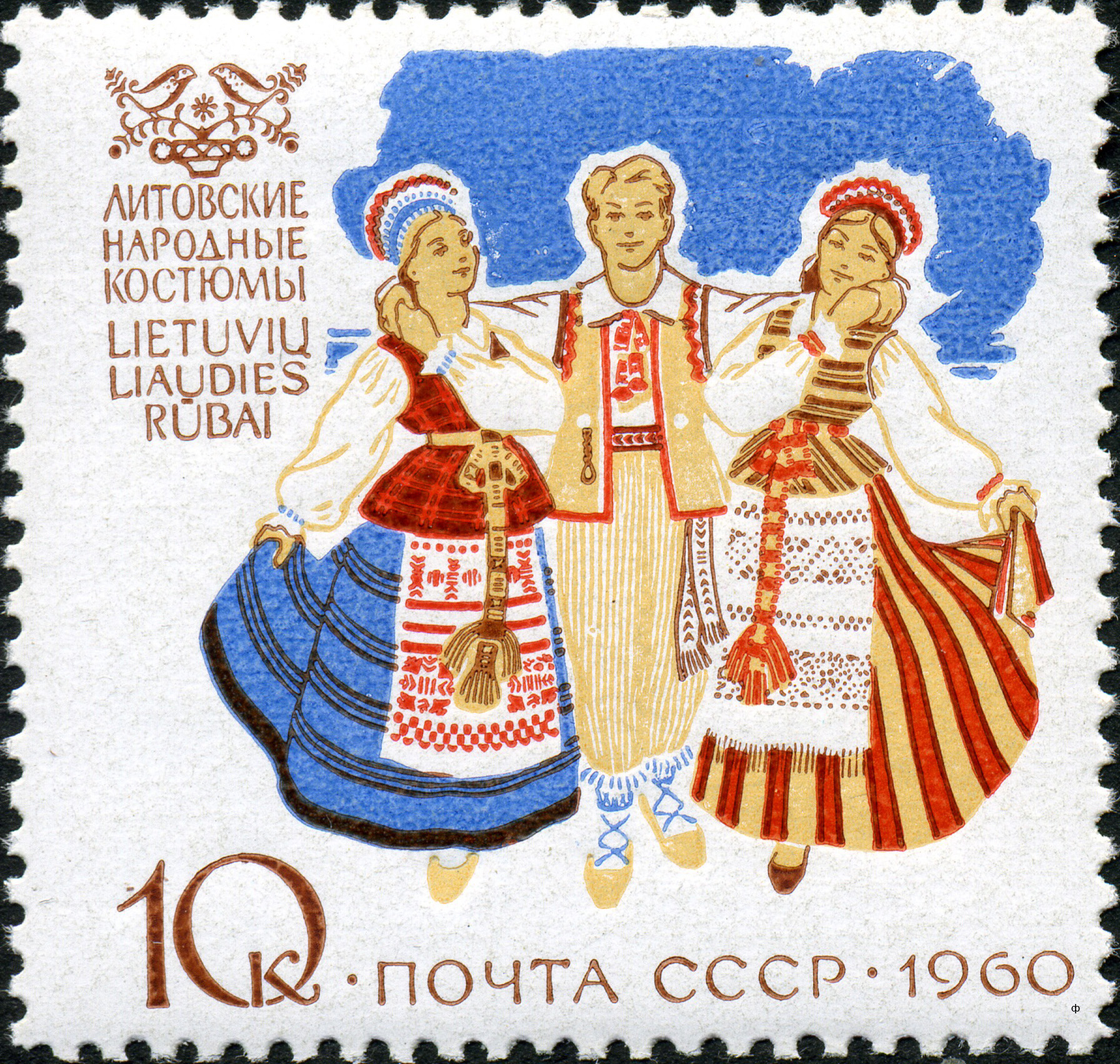
Марка СССР. ЦФА 2507. Литовские народные костюмы

- скульптурная композиция Энтропа (2009)[1]

### Живопись
Живопись Литвы

### Музыка
Музыкальное искусство Литвы очень разнообразно. Народная музыка самобытна, но в то же время перекликается с латышским и белорусским фольклором. Профессиональная музыка появилась в XI веке. В 1906 году была написана первая литовская опера. 
В 1980-х годах в Литве появились первые рок-группы.

### Театр
В Литве имеются 17 профессиональных театров (2018).
- Русский драматический театр Литвы

см. Категория:Театр Литвы

### Архитектура
Архитектура Литвы
см. Категория:Архитектура городов Литвы

### Кинематограф
Рождение литовского кинематографа относится к 1909 году.
Первые кинопроизводства и киношколы возникли в 1926 году.
В 1940 году была основана «Студия хроникальных и документальных фильмов» в Каунасе (тогдашней временной столице)
Советское время: в 1941 основан корреспондентский пункт кинохроники в Вильнюсе (во время немецкой оккупации они были закрыты).
В 1956 г. студию в Вильнюсе переименовали в «Литовскую киностудию».

## Образование
Согласно реформе образования, с 1 сентября 2015 года были отменены школы среднего типа — с этого момента образовательные школы будут разделены на начальные, прогимназии, основные школы и гимназии.
2016: приняты 24 831 абитуриентов (из  29 766 заявок); финансируемых государством со стипендией - 14 146 чел. (-3%); платные места - 10 685 чел. (-14%).
На 82 программы (из предложенных 837) - приём прерван, поскольку количество поступающих недостаточное.
Идут разговоры о радикальной реформе, по примеру финской в 2010-х.

### Высшее образование
Вузы Литвы:
государственные
- Вильнюсский университет
  - Шяуляйская академия Вильнюсского университета
- Университет Витовта Великого
  - Академия просвещения университета им. Витаутаса Великого
  - Сельскохозяйственная академия университета им. Витаутаса Великого
- Клайпедский университет
- Университет Миколаса Ромериса
- Вильнюсский технический университет Гедимина (Vilniaus Gedimino technikos universitetas, бывш. ВИСИ)
- Каунасский технологический университет
- Вильнюсская художественная академия
- Литовская академия музыки и театра
- Медицинская академия Литовского университета для наук здравоохранения / Veterinarijos akademija
- Литовский спортивный университет
- Литовская военная академия имени генерала Йонаса Жямайтиса

негосударственные
- ISM Vadybos ir ekonomikos universitetas
- LCC tarptautinis universitetas
- Европейский гуманитарный университет
- Verslo ir Vadybos Akademija
- Vilniaus verslo teisės akademija
- Verslo ir vadybos akademija
- Vilniaus universiteto Tarptautinio verslo mokykla
- Семинария Святого Иосифа
- Тельшяйская духовная семинария имени епископа Винцентаса Борисявичюса

## Наука
Наука:
- Академия наук Литвы

в советские времена: Институт физики Литвы
См. также:
- Категория:Наука в Литве
- Космическая программа Литвы: по состоянию на 2018 год в космос были отравлены три наноспутника.

## Спорт
Национальным видом спорта в Литве считается баскетбол (см. ЛБЛ). Литовские баскетбольные команды и сборная регулярно участвуют в важнейших соревнованиях Европы и мира.
Хоккейная команда «Балтика Вильнюс» выступает в МХЛ-Б (см. Первенство МХЛ в сезоне 2012/2013). 

Молодёжная сборная Литвы по футболу становилась победителем Спартакиады-1983.

## СМИ
Множество газет (в том числе на русском, польском, белорусском языках, см. Категория:Газеты Литвы).
Много журналов.
Два государственных (LRT и LRT Plius) и множество частных телеканалов (в столице имеется одна действующая Вильнюсская телебашня. С 2012 г. эфирное вещание переведено в цифровой формат).
Более двух десятков радиостанций (также вещающих и на русском, польском, английском языках) в диапазоне FM, как с собственных передатчиков, так и с арендованных государственных.
В Литве 54,7 % домохозяйств были подключены к сети Интернет (2009).

## Праздники
см. Праздники и памятные дни Литвы